# Ryojius nanyuensis
Ryojius nanyuensis là một loài nhện trong họ Linyphiidae.
Loài này thuộc chi Ryojius. Ryojius nanyuensis được Jun Chen & Chang-Min Yin miêu tả năm 2000.